# Kai Chang
Kai Chang (* 29. Januar 2000) ist ein jamaikanischer Leichtathlet, der sich auf den Diskuswurf spezialisiert hat.

## Sportliche Laufbahn
Erste internationale Erfahrungen sammelte Kai Chang bei den CARIFTA Games 2018 in Nassau, bei denen er mit einer Weite von 60,63 m die Silbermedaille in der U20-Altersklasse mit dem leichteren 1,75-kg-Diskus gewann. Anschließend siegte er bei den U20-Weltmeisterschaften in Tampere mit einem Wurf auf 62,36 m. Im Jahr darauf gewann er bei den CARIFTA Games in George Town mit 17,57 m die Bronzemedaille mit der 6-kg-Kugel und siegte im Diskuswurf mit 59,36 m. Anschließend belegte er bei den U23-NACAC-Meisterschaften in Santiago de Querétaro mit 49,07 m den vierten Platz im Diskusbewerb und wurde kurz darauf auch bei den U20-Panamerikameisterschaften in San José mit 60,38 m Vierter. 2021 siegte er mit 61,39 m bei den U23-NACAC-Meisterschaften ebendort und 2023 gewann er bei den World University Games in Chengdu mit 61,82 m die Silbermedaille hinter dem Polen Oskar Stachnik. Anschließend belegte er bei den Panamerikanischen Spielen in Santiago de Chile mit 59,96 m den sechsten Platz.

## Persönliche Bestleistungen
- Kugelstoßen: 17,38 m, 18. Januar 2020 in Spanish Town
- Diskuswurf: 64,49 m, 28. Juni 2021 in Kingston